# UFC on ESPN: Rodriguez vs. Waterson
UFC on ESPN: Rodriguez vs. Waterson (även UFC on ESPN 24 och UFC Vegas 26), var en MMA-gala anordnad av UFC. Den äger rum 8 maj 2021 vid UFC APEX i Las Vegas, NV, USA.

## Bakgrund
En flugviktsmatch mellan Invicta FC:s före detta atomviktsmästare Michelle Waterson och Marina Rodriguez är tänkt att stå som galans huvudmatch.

## Ändringar
Huvudmatchen var ursprungligen tänkt att vara en bantamviktsmatch mellan före detta bantamviktsmästaren T.J. Dillashaw och Cory Sandhagen. Det skulle ha blivit Dillashaws första match efter sin två år långa avstängning efter att ha testat positivt för erytropoetin, vilket även var anledningen till att han avsade sig mästartiteln. Men den 27 april lät Dillashaw meddela att han tvingades dra sig ur matchen på grund av ett sprucket ögonbryn han ådragit sig under träning då hans sparringpartner oavsiktligt skallat honom.
TUF 1-vinnaren Diego Sanchez var tänkt att möta Donald Cerrone i en welterviktsmatch men Sanchez ströks från kortet då UFC valde att avsluta hans kontrakt 28 april. Ny motståndare för Cerrone blev Alex Morono.
Bara timmar innan galan ströks stråviktsmatchen mellan Amanda Ribas och Angela Hill då Ribas testade positivt för covid-19.

### Invägning
Vid invägningen strömmad via Youtube vägde utövarna följande:
1. ↑  Benoit klarade knappt av att gå fram till vågen, missade sedan vikten med 3 lbs och matchen ströks.[11]
2. ↑  Matchen ströks efter Rothwells invägning då Lins inte fick läkarnas klartecken att delta.[11]
3. ↑  Ferreira vägde in 4,5 lbs över viktgränsen och fick böta 30 % av sin purse till motståndaren.[11]

## Resultat

### Bonusar
Följande MMA-utövare fick bonusar om 50 000 USD vardera:
- Fight of the Night: Gregor Gillespie vs. Carlos Diego Ferreira[a]
- Performance of the Night: Alex Morono och  Carlston Harris

1. ↑  Ferreira diskvalificerades från FotN-bonus då han missade invägningen. Därför tillföll hans bonus Gillespie.